# Jacob Berglund
Jacob Berglund (* 17. November 1991 in Malmö) ist ein norwegisch-schwedischer Eishockeyspieler, der seit August 2022 erneut bei Storhamar Hockey aus der norwegischen Fjordkraftligaen unter Vertrag steht und dort auf der Position des Stürmers spielt.

## Karriere
Jacob Berglund erhielt bei den Baby Hawks, dem Nachwuchs der Malmö Redhawks, seine Eishockeyausbildung. Bereits als 17-Jähriger kam er beim Profiteam des damaligen schwedischen Zweitligisten in der Saison 2008/09 zum Einsatz. Vom schwedischen Eishockeyverband wurde er in die schwedischen U16-, U17- und U18-Nationalmannschaften berufen. Beim CHL Import Draft 2009, in dem die drei wichtigen kanadischen Junioren-Eishockeyligen nicht nordamerikanische Spieler für ihre Teams sichten, wurde er neben Nino Niederreiter von den Portland Winterhawks aus der Western Hockey League (WHL) ausgewählt. Die Saison 2009/10 begann er bei den Portland Hawks und wurde im Januar 2010 innerhalb der WHL für Luca Sbisa an die Lethbridge Hurricanes transferiert, für die er auch in der Saison 2010/11 aktiv war.
Nach seiner Juniorenzeit kehrte er zur Saison 2011/12 in sein Heimatland zurück und war die folgenden drei Spielzeiten für IF Troja-Ljungby in der zweithöchsten schwedischen Eishockeyliga Allsvenskan aktiv. Obwohl Lundberg einer der erfolgreichsten Spieler seines Vereins in der Abstiegsrelegation der Saison 2013/14 war, konnte er den Abstieg seines Teams zum Ende dieser Spielzeit in die Division 1 nicht verhindern. Daraufhin wechselte er zur Saison 2014/15 zu den Storhamar Dragons in die höchste norwegische Eishockeyliga GET-ligaen, mit welchen er den Einzug in das Play-off-Finale erreichte. Sein persönlicher Durchbruch gelang ihm dann in der folgenden Saison 2015/16 bei den Dragons, als er sowohl punktbester Spieler seines Teams als auch erfolgreichster Spieler der Play-offs war und zum Spieler des Jahres in der norwegischen Eishockeyliga gewählt wurde. Außerdem konnte er mit seiner Mannschaft in der Champions Hockey League überraschende Erfolge feiern, so gelang ihm das CHL-Tor der Saison 2015/16.
Für die Saison 2016/17 schloss er sich dem Schweizer Zweitligisten Magnity Red Ice an. Obwohl der Verein wegen des Rückzugs des Hauptsponsors im Laufe der Spielzeit finanzielle Probleme bekam, erreichte Berglund mit seiner Mannschaft die Playoffs, war wieder punktbester Spieler seines Teams und unter den Top-10-Scorern der National League B dieser Spielzeit. Zur Spielzeit 2017/18 unterschrieb Jacob Berglund einen Vertrag beim DEL-Team ERC Ingolstadt. Hier konnte er zwar als Teamspieler überzeugen, jedoch auch auf Grund vieler Reihenwechsel seine Torjägerqualitäten nicht abrufen. Nach dem Trainerwechsel von seinem Landsmann Tommy Samuelsson zu Doug Shedden verließ er im Februar 2018 wegen den geringen Einsatzzeiten die Oberbayern (49 Spiele, 4 Tore) und spielte den Rest der Saison wieder bei den Storhamar Dragons. Diesmal konnte er mit den Dragons die norwegische Meisterschaft gewinnen und war dabei neben Kodie Curran der erfolgreichste Spieler in den Play-offs. Für die Saison 2018/19 versuchte er es erneut in der DEL und er unterzeichnete einen Vertrag bei den Krefeld Pinguinen aus der DEL. Bei den Krefeldern bildete er mit Chad Costello ein erfolgreiches Angriffsduo und wurde mit 32 Toren der beste Torjäger der DEL-Hauptrunde 2018/19.
Im Mai 2019 wurde Berglund von Dinamo Riga aus der Kontinentalen Hockey-Liga (KHL) verpflichtet, aber kurz nach Saisonbeginn wieder entlassen. Im Oktober 2019 wechselte er innerhalb der KHL zu Neftechimik Nischnekamsk, wo er eine Spielzeit lang aktiv war. Danach wurde er zur Saison 2020/21 vom Ligakonkurrenten HK Traktor Tscheljabinsk verpflichtet. Dort war der Schwede bis zum Dezember 2020 aktiv und lief ab dann für Sewerstal Tscherepowez auf. Zur folgenden Spielzeit nahm ihn der kasachische Klub Barys Nur-Sultan unter Vertrag, ehe er im Sommer 2022 zu Storhamar zurückkehrte.

## Erfolge und Auszeichnungen
| - 2006 Schwedischer U16-Meister mit den Malmö Redhawks - 2015 Norwegischer Vizemeister mit den Storhamar Dragons - 2016 Bester Spieler der GET-ligaen | - 2016 GET-ligaen All-Star-Team - 2018 Norwegischer Meister mit den Storhamar Dragons - 2019 Bester Torschütze der DEL-Hauptrunde |